# Gideon Bacher

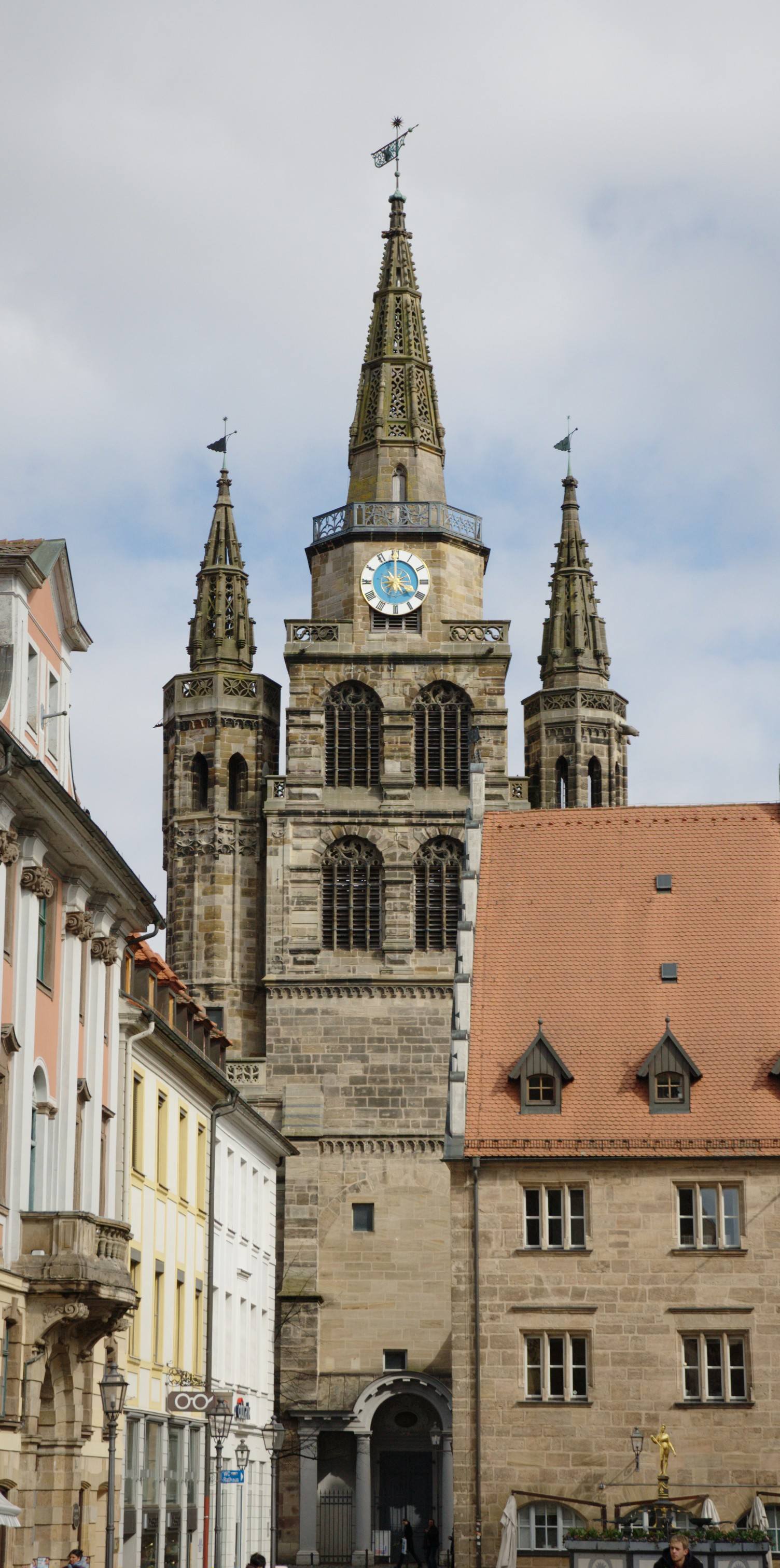
St. Gumbertus in Ansbach, Hauptturm der Westfassade

Gideon Bacher (* 3. Dezember 1565 in Ulm (Taufdatum); † 20. Oktober 1619 in Neuburg an der Donau) war ein deutscher Architekt und Festungsbaumeister der Renaissance.

## Leben und Werk
Gideon Bacher ging 1580 bis 1583 bei seinem Vater Peter Bacher, einem in Ulm ansässigen Maurermeister, in die Lehre. Ab 1585 arbeitete er selbst als Maurermeister in Ulm, dann ab 1589 für Markgraf Jakob III. Für diesen baute er das Schloss Hochburg um und errichtete Schloss und Marstall in Emmendingen. 1591 bis 1604 wirkte er als Baumeister des Markgrafen in Ansbach, wo beispielsweise der Hauptturm von St. Gumbertus (1594) auf ihn zurückgeht.
Mittlerweile auch als Festungsbaumeister hervorgetreten, wurde Bacher 1604 nach Ulm berufen und nach einer Studienreise durch Polen, Sachsen und die Mark 1605 Baumeister der Stadt. Dort baute er unter anderem das Schwörhaus aus und errichtete mehrere Patrizierhäuser. Differenzen mit dem Rat der Stadt und der Einsturz einer der drei von ihm gebauten Bastionen führte zu mehreren Unterbrechungen seiner Ulmer Anstellung und 1615 zur Entlassung. So war er bereits ab 1612 auch wieder in Ansbach und anderen Städten, etwa Berlin, als Berater und Gutachter tätig. Für Herzog Johann Casimir baute er die Veste Coburg zur Landesfestung aus. Bis 1618 wirkte Gideon Bacher als herzoglicher Baumeister in München, 1619 errichtete er Schanzen in Neuburg an der Donau.